# Kaymaz Erikli, Kandıra
Kaymaz Erikli là một xã thuộc huyện Kandıra, tỉnh Kocaeli, Thổ Nhĩ Kỳ. Dân số thời điểm năm 2010 là 216 người.